# Chanteloup, Deux-Sèvres

Chanteloup este o comună în departamentul Deux-Sèvres, Franța. În 2009 avea o populație de 978 de locuitori.